# Never (oblast de l'Amour)
Pour les articles homonymes, voir Never.
Never (en russe : Неве́р) est un village russe du raïon de Skovorodino de l'oblast de l'Amour, en Sibérie. Il fait partie de l'établissement rurall de Skovorodino, et sa population s'élevait à 1 170 habitants au recensement de 2021.

## Géographie
Le village de Skovorodino se situe dans l'oblast de l'Amour en Russie. Il fait partie du district fédéral extrême-oriental. Le village fait partie du raïon de Skovorodino, un raïon de l'oblast qui a comme centre dadministratif la ville Skovorodino. Never fait partie de l'établissement rural de Never , une municipalité dont elle est le chef-lieu.
Le fuseau horaire du village est MSK+7 (heure de Vladivostok). Le décalage horaire appliqué par rapport au temps universel coordonné est +09:00.

## Histoire
Le village a été fondé en 1907.

## Démographie
Recensements (*) et estimations de la population,,:
| 2002 * | 2010* | 2021* | - |
| ------ | ----- | ----- | - |
| 2 136  | 1 598 | 1 170 | - |